# Ortobirotonde pentagonal alongada
Em geometria, a ortobirotonde pentagonal alongada é um dos sólidos de Johnson (J42). Como o nome sugere, pode ser construída alongando-se uma ortobirotonde pentagonal (J34) ao inserir-se um prisma decagonal entre suas metades. Rotacionando-se uma das metades em 36 graus em relação a outra antes da junção do prisma resulta em uma ortobirotonde pentagonal alongada (J43).